# JUNOS – Junge liberale Studierende
JUNOS – Junge liberale Studierende (kurz JUNOS Studierende) sind eine österreichweite liberale Studierendenorganisation und Fraktion in der Österreichischen Hochschülerinnen- und Hochschülerschaft (ÖH). JUNOS Studierende gingen aus der ehemaligen ÖH-Fraktion JuLis – Junge Liberale Österreich hervor und sind ein Zweigverein von JUNOS – Junge liberale NEOS.
JUNOS Studierende halten derzeit 5 von 55 Mandaten in der Bundesvertretung der ÖH, sowie 34 Mandate an österreichischen Hochschulen.

## Inhaltliche Ausrichtung
JUNOS Studierende vertreten eine liberale Hochschulpolitik. Zu ihren Hauptforderungen gehören ein genereller Systemwandel in der Bildung hin zu einem modernen, didaktisch sinnvollen und chancengerechten System. Zur nachhaltigen Finanzierung fordern die JUNOS Studierende nachgelagerte, zweckgewidmete Studienbeiträge, faire Aufnahmeverfahren und ein Ausbau der Leistungs- und Sozialstipendien. JUNOS Studierende sprechen sich für ein Ende der verpflichtenden Mitgliedschaft von Studierenden bei der ÖH sowie die Abschaffung des allgemeinpolitischen Mandats der ÖH aus.

## Geschichte
JUNOS-Studierende wurde 2014 als Zweigverein der JUNOS – Junge liberale NEOS gegründet, um sich in Zukunft den hochschulpolitischen Agenden anzunehmen und an ÖH-Wahlen teilzunehmen. Christoph Wiederkehr wurde Gründungsvorsitzender. 2015 beschloss die II. ordentliche Mitgliederversammlung das Grundsatzprogramm der JUNOS-Studierenden.
Bei den ÖH-Wahlen 2015 erreichten sie mit dem Spitzenkandidaten Niko Swatek bundesweit 11,2 Prozent der Stimmen. Dies bedeutete eine Verdoppelung der JUNOS-Mandate von drei auf sechs bei einer durch die ÖH-Wahlreform 2014 erfolgten Halbierung des Gremiums der ÖH-Bundesvertretung (von 100 auf 55).
Von 2015 bis 2016 leitete Leonie Salzmann die Organisation. 2016 übernahm Yannick Shetty den Vorsitz. Er kandidierte 2017 als Spitzenkandidat bei den ÖH-Wahlen und erreichte mit 12,6 Prozent der Stimmen das bisher beste Ergebnis der österreichischen Liberalen seit Gründung des LSF. Nach einer weiteren Vorstandsperiode übernahm Nino Rohrmoser, bis dahin Geschäftsführer, 2018 den Vorsitz. Rohrmoser ging bei den ÖH-Wahlen 2019 als Spitzenkandidat ins Rennen. Nach einer erfolgreichen Wahl kandidierte er nicht nochmal als Vorsitzender der Studierendenorganisation. Bei der Mitgliederversammlung 2019 wurde Stephen Slager mit 87 % zum Vorsitzenden gewählt.
Nachdem sich die Koalition aus GRAS, VSStÖ und FLÖ im September 2020 aufgelöst hatte, verhandelten die JUNOS-Studierenden gemeinsam mit der AktionsGemeinschaft ein Stabilitätsabkommen. Sophie Wotschke kandidierte dazu für die JUNOS als zweite Stellvertreterin der ÖH-Vorsitzenden Sabine Hanger, der VSStÖ stellte bei der Wahl allerdings überraschend eine Gegenkandidatin auf und verhinderte somit die Zusammenarbeit zwischen JUNOS und AG. Wotschke trat anschließend bei den ÖH-Wahlen 2021 als Spitzenkandidatin an und konnte für JUNOS trotz historisch niedriger Wahlbeteiligung einen leichten Zugewinn verbuchen.
Im Zuge der ÖH-Wahl 2025 kandidierten JUNOS erstmals gemeinsam mit der AktionsGemeinschaft am Wiener Juridicum.

### ÖH-Wahl-Ergebnisse
Ergebnisse der JUNOS bei den ÖH-Bundesvertretungswahlen.
| Jahr | Spitzenkandidat_in  | Prozent | BV-Mandate |
| ---- | ------------------- | ------- | ---------- |
| 2015 | Nikolaus Swatek     | 11,19 % | 6          |
| 2017 | Yannick Shetty      | 12,61 % | 7          |
| 2019 | Nino Rohrmoser      | 10,26 % | 6          |
| 2021 | Sophie Wotschke     | 11,28 % | 6          |
| 2023 | Lukas Schobesberger | 9,01 %  | 5          |

## ÖH-Exekutivbeteiligungen
Nach den ÖH-Wahlen 2023 stellen die JUNOS Studierenden an folgenden Hochschulen Vertreter im ÖH-Vorsitz:
- FH Joanneum mit Florian Gollner-Stramsak.[16]
- Management Center Innsbruck mit Laura Flür.[17]
- fhG – Zentrum für Gesundheitsberufe Tirol mit Noemie Prates.[18]